# حظر التجول في فلسطين خلال حرب الخليج
من يناير إلى مارس 1991، فرضت الحكومة الإسرائيلية حظر تجول على مدار الساعة على الأراضي الفلسطينية المحتلة. وقد فرضت الحكومة الإسرائيلية حظر التجوال خلال الانتفاضة الأولى، وبررت ذلك بأنه ضروري لمنع اندلاع الاضطرابات والهجمات المسلحة المرتبطة بالدعم الفلسطيني للعراق في حرب الخليج. كان حظر التجوال هو أطول حظر تجول وأوسع نطاقًا تم فرضه على فلسطين منذ بداية الاحتلال الإسرائيلي في عام 1967.

## خلفية
الانتفاضة الأولى كانت انتفاضة جماهيرية قام بها الفلسطينيون ضد الاحتلال الإسرائيلي وبدأت في ديسمبر 1987. خلال مراحلها المبكرة، كانت الانتفاضة سلمية إلى حد كبير، مع إجراءات شملت الإضرابات العمالية، والإضرابات الضريبية، ومقاطعة البضائع الإسرائيلية، ومقاطعة المؤسسات الإسرائيلية، والمظاهرات، وإنشاء الفصول الدراسية والتعاونيات تحت الأرض، ورفع العلم الفلسطيني المحظور، والعصيان المدني. ردت الحكومة الإسرائيلية على الانتفاضة بحملة قمع قاسية، وتعهد وزير الدفاع إسحاق رابين بقمعها باستخدام "القوة والجبروت والضرب"، بما في ذلك إصدار أوامر للجنود الإسرائيليين بكسر عظام المتظاهرين الفلسطينيين، وفرض إغلاق واسع النطاق على المدن الفلسطينية، والاعتقالات الجماعية، وهدم المنازل الفلسطينية. خلال المراحل الأخيرة من الانتفاضة، ومع إلحاق القمع الإسرائيلي أضراراً بالغة بالاقتصاد والمعنويات الفلسطينية، ومع صراع قيادة منظمة التحرير الفلسطينية في المنفى لتولي سيطرة أكبر على الانتفاضة من القيادة الوطنية الموحدة للانتفاضة، ومع النمو الكبير للفصائل الإسلامية المتطرفة، أصبحت الانتفاضة أكثر عنفاً خلال مراحلها الأخيرة، بما في ذلك العنف السياسي الداخلي الفلسطيني ضد المتعاونين المزعومين.
في أغسطس 1990، غزا العراق بقيادة صدام حسين الكويت. وقد أثار الغزو إدانة دولية شبه إجماعية؛ ومع ذلك، أعلنت منظمة التحرير الفلسطينية دعمها للعراق، جزئياً على أمل أن يكون العراق حليفاً قوياً ضد إسرائيل وأن يربط حسين أي تسوية لاحتلال الكويت بالاحتلال الإسرائيلي لفلسطين. وكان قرار مجلس الأمن التابع للأمم المتحدة رقم 678 قد أعطى الحكومة العراقية مهلة نهائية تنتهي في 15 يناير/كانون الثاني 1991 لسحب قواتها من الكويت أو مواجهة تدخل عسكري محتمل. وبعد أن فشلت الحكومة العراقية في القيام بذلك، بدأ تحالف مكون من 42 دولة حملة قصف جوي ضد القوات العراقية في 17 يناير/كانون الثاني. وفي وقت لاحق من ذلك اليوم، بدأت الحكومة العراقية إطلاق الصواريخ باتجاه إسرائيل في محاولة لاستفزاز الحكومة الإسرائيلية وإجبارها على الانضمام إلى الحرب، على أمل أن يدفع ذلك الدول ذات الأغلبية المسلمة إلى الانسحاب من التحالف. في الفترة ما بين 17 يناير و23 فبراير 1991، أطلقت العراق ما مجموعه 42 صاروخ سكود على إسرائيل، مما أدى إلى مقتل اثنين من المدنيين بشكل مباشر وما يصل إلى 74 آخرين بشكل غير مباشر. ولم تنضم إسرائيل إلى التحالف، وبحلول نهاية فبراير/شباط، تم تحرير الكويت.

## الأحداث

### مقدمة
وشهد الأسبوعان الأولان من عام 1991 فرض الحكومة الإسرائيلية عدة حظر تجول مؤقت على الأراضي الفلسطينية المحتلة. وكان حظر التجوال قد فرض لمدة 24 ساعة في الأول من يناير/كانون الثاني لمنع المظاهرات التي تحتفل بالذكرى السادسة والعشرين لبدء حملة فتح ضد إسرائيل. قُتل أربعة فلسطينيين على يد القوات الإسرائيلية بعد خرقهم حظر التجوال. وقد تم فرض حظر تجوال آخر في 14 يناير، في أعقاب اندلاع أعمال شغب في فلسطين. اندلعت أعمال الشغب بعد اغتيال منظمة أبو نضال المتشددة لثلاثة من كبار مسؤولي فتح في 14 يناير/كانون الثاني: صلاح خلف، ثاني أكبر مسؤول في فتح، ورئيس جهاز الأمن في فتح هايل عبد الحميد، وفخري العمري، أحد مساعدي خلف. ردًا على أعمال الشغب، أطلقت القوات الإسرائيلية النار على ثلاثة من مثيري الشغب المراهقين وقتلتهم، وأعلنت قطاع غزة منطقة عسكرية مغلقة.

### فرض حظر التجوال
في 16 يناير/كانون الثاني 1991، وبعد أن انقضى الموعد النهائي للانسحاب العراقي دون أي انسحاب، أعلنت الحكومة الإسرائيلية حالة الطوارئ، ووضعت قوات الاحتلال الإسرائيلية في حالة تأهب قصوى وأغلقت المدارس مؤقتا. وفي الوقت نفسه، فرضت الحكومة الإسرائيلية حظر تجول كامل لمدة يوم كامل على السكان الفلسطينيين في قطاع غزة، مما أجبرهم على البقاء في منازلهم على مدار الساعة. وفي اليوم التالي، ومع بدء حرب الخليج، قامت الحكومة بتوسيع حظر التجول ليشمل السكان الفلسطينيين في الضفة الغربية. ولم ينطبق حظر التجوال على المستوطنين الإسرائيليين المقيمين في الأراضي الفلسطينية المحتلة.
بررت الحكومة الإسرائيلية حظر التجول باعتباره ضروريًا بسبب الدعم الفلسطيني للحسين، ولمنع المسلحين الفلسطينيين داخل الأراضي المحتلة من شن هجمات ضد إسرائيل ولمنع أي اندلاع كبير للاضطرابات بينما كانت إسرائيل تحت حالة الطوارئ.
وقد فرض حظر التجوال بموجب المادة 89 من الأمر العسكري الإسرائيلي رقم 378.

### حظر التجوال الأول
أثناء حظر التجوال، قام الجنود الإسرائيليون الذين يقومون بدوريات في الأراضي المحتلة بتركيب مكبرات صوت على سياراتهم وبث تحذيرات للفلسطينيين بعدم مغادرة منازلهم. مُنع الصحفيون من دخول الأراضي الفلسطينية المحتلة دون حراسة عسكرية إسرائيلية أثناء حظر التجوال.
وقد امتثلت الغالبية العظمى من الفلسطينيين لحظر التجول بسلام، مع الإبلاغ عن عدد قليل نسبيًا من حوادث انتهاك الفلسطينيين لحظر التجول. في 19 كانون الثاني/يناير، قُتلت امرأة فلسطينية تبلغ من العمر 24 عامًا في نابلس برصاص جنود إسرائيليين. كانت المرأة قد انتهكت حظر التجوال عندما خرجت إلى شرفتها أثناء إرضاع طفلها. في السادس من فبراير، دعت القيادة الوطنية الموحدة للانتفاضة إلى احتجاج سلمي في المنازل ضد حظر التجوال، يتكون من "فترة جماعية مدتها 15 دقيقة من الطرق على الأواني والمقالي، وغناء النشيد الوطني، وترديد الشعارات القومية، والصفير".
وفي معظم المناطق، رفعت الحكومة الإسرائيلية حظر التجوال مؤقتًا لفترات قصيرة من الزمن مرة كل بضعة أيام للسماح للفلسطينيين في تلك المناطق بشراء الإمدادات. وفي 20 كانون الثاني/يناير، رفعت الحكومة الإسرائيلية حظر التجوال لمدة ساعتين. وفي بيت لحم في ذلك اليوم، حاولت مجموعة من الشباب استغلال هاتين الساعتين لتنظيم مظاهرة، لكن قوات الاحتلال الإسرائيلي فرقتهم باستخدام الغاز المسيل للدموع.
بدأت الحكومة الإسرائيلية برفع حظر التجوال تدريجيا في 18 فبراير.

### إعادة فرض حظر التجوال
ومع بدء الحملة البرية في حرب الخليج في 24 فبراير، أعادت الحكومة الإسرائيلية فرض حظر التجول على الأراضي الفلسطينية. وقد تم اتخاذ قرار إعادة فرض حظر التجوال في غضون دقائق من إبلاغ الحكومة الإسرائيلية من قبل الحكومة الأمريكية بأن الهجوم ضد قوات حسين قد بدأ.

## التأثيرات

### تَغذِيَة
كان لحظر التجوال تأثير سلبي كبير على التغذية في فلسطين.
ورغم أن الحكومة الإسرائيلية رفعت حظر التجول مؤقتًا في بعض الأحيان وأصدرت تصاريح لبعض العمال الأساسيين لمواصلة العمل أثناء حظر التجول، إلا أن حظر التجول كان له تأثير كبير على سلاسل التوريد الفلسطينية. وعلى وجه الخصوص، أدى رفع حظر التجوال بشكل غير متساوٍ إلى نقص محلي متكرر في الإمدادات، حيث لم يكن من الممكن نقل الإمدادات إلى المناطق المفتوحة من المناطق المغلقة. وتأثرت سلاسل التوريد أيضًا بالمضايقات التي يتعرض لها الفلسطينيون الذين ينقلون الإمدادات عند نقاط التفتيش العسكرية الإسرائيلية.
خلال فترة حظر التجول، لعبت وكالة الأمم المتحدة لإغاثة وتشغيل اللاجئين الفلسطينيين في الشرق الأدنى (الأونروا) دورًا مهمًا في توفير المساعدات الغذائية للفلسطينيين.
ونفت الحكومة الإسرائيلية أن يكون حظر التجول قد تسبب في سوء تغذية كبير بين الفلسطينيين، وقال متحدث باسمها لمجلة نيويورك تايمز إن "هناك مشاكل في التدفق النقدي ـ ويرجع ذلك إلى حد كبير إلى غياب الأموال من الكويت ـ ولكن لم تحدث أي مجاعة على الإطلاق".

### اقتصادي
كان لحظر التجوال آثار سلبية كبيرة على الاقتصاد الفلسطيني. وكان لحظر التجوال تأثير كبير على الفلسطينيين الذين يعملون في وظائف غير أساسية، حيث لم يتمكنوا من العمل وكسب الراتب. كما تضررت مدخرات العديد من الفلسطينيين بشكل كبير، مما أدى إلى إفقار الفلسطينيين الأكثر فقراً. وفقًا لدون بيريتز من جامعة بينغهامتون، "أدى ذلك إلى توقف الاقتصاد برمته تقريبًا. لم يتمكن المزارعون من ري محاصيلهم أو حصادها أو تسويقها، وتوقفت معظم الأعمال التجارية في الأراضي الفلسطينية. ورغم السماح لستة وأربعين مصنعًا بمواصلة عملياتها، فقد تكبدت هي الأخرى خسائر مالية. وتوقفت تقريبًا جميع تحويلات العملات من الفلسطينيين الذين عملوا في إسرائيل أو الخليج. ورغم انخفاض أسعار المواد الغذائية في مراكز مثل أريحا ونابلس، إلا أن السوق تراجع لأن قلة قليلة من الزبائن كانت تملك المال للشراء. وقد حسب الاقتصاديون أن الأراضي الفلسطينية كانت تعمل بنسبة 25% فقط من طاقتها الإنتاجية بحلول الوقت الذي انتهت فيه الحرب ورُفع حظر التجول."
وبما أن الفلسطينيين لم يتمكنوا من السفر إلى إسرائيل أثناء حظر التجوال، فقد تأثرت بشدة أيضًا قطاعات الاقتصاد الإسرائيلي التي تعتمد على العمالة الفلسطينية، وخاصة قطاع البناء. وقد فقد العديد من هؤلاء الفلسطينيين وظائفهم بشكل دائم نتيجة حظر التجوال، وتم استبدالهم باليهود السوفييت الذين هاجروا مؤخرًا. ولم يتقاضى سوى عدد قليل من الفلسطينيين العاملين في إسرائيل الذين تم فصلهم من العمل أثناء حظر التجول مكافأة نهاية الخدمة، على الرغم من استحقاقهم القانوني لها.

### الصحة والطب
قال محمد موسى أبو لحية، وهو طبيب كبير في مخيم جباليا للاجئين، لمجلة نيويورك تايمز : "رأيتُ أمراضًا نادرًا ما رأيتها هنا. رأينا أمراضًا شائعة في المجتمعات المتقدمة، ارتفاع ضغط الدم والاكتئاب، نتيجةً للقلق من الحرب والقيود، وأمراضًا تصيب الفقراء، مثل داء الإسقربوط وسوء التغذية." ووفقًا لمنظمة هيومن رايتس ووتش، فإن من يحتاجون إلى رعاية صحية خلال حظر التجول "يضطرون إلى إيجاد وسيلة لمغادرة منازلهم للوصول إلى عيادة أو مستشفى. أما من يملكون هواتف، فيمكنهم طلب سيارات الإسعاف، التي لم تُعرقل بشكل عام خلال حظر التجول هذا. أما من لا يملكون هواتف، فعليهم الاتصال بجيرانهم أو الخروج من منازلهم ومحاولة التهرب من الجنود. وقد تضررت الرعاية الصحية غير الحادة بشدة. وتوقف العلاج الوقائي تمامًا، ولجأ الناس بشكل متزايد إلى استشارة الأطباء عبر الهاتف بدلًا من الذهاب إلى عياداتهم."

### الأطفال والشباب
وفقًا لجيل هامبورغ وجوناثان فيرزيجر من وكالة يونايتد برس إنترناشونال، "يُظهر الأطفال من كلا الجانبين نفس علامات الصدمة الناجمة عن الهجمات الصاروخية العراقية. يقول الآباء في إسرائيل والضفة الغربية المحتلة إن الأطفال الإسرائيليين والفلسطينيين على حد سواء يبللون أسرّتهم، وكلاهما يرفض إنهاء وجبات الطعام وكلاهما يبكون في منتصف الليل بسبب أحلام مخيفة. ولكن إلى جانب الحب والاهتمام الفردي الذي تحاول كل عائلة تقديمه لأطفالها في المنزل، حشد الإسرائيليون جحافل من أخصائيي علم نفس الأطفال في المدارس وعلى شاشات التلفزيون لمواجهة مخاوف الأطفال، كما هو الحال فقط في الدول الغربية التي تتمتع بخبرة إعلامية واسعة. من ناحية أخرى، حاول الآباء الفلسطينيون، المقيدين في منازلهم بسبب حظر تجول فرضه الجيش لمدة شهر، التعامل مع مخاوف أطفالهم في الغالب بطرق بسيطة ومألوفة، قبلة وعناق وبضع كلمات حنونة."
وبما أن المدارس الفلسطينية كانت مغلقة أثناء حظر التجول وكانت عطلة عيد الميلاد قد وقعت في أواخر شهر ديسمبر، فقد أمضى معظم الأطفال الفلسطينيين الفترة من منتصف شهر ديسمبر 1990 وحتى شهر مارس 1991 بدون تعليم.

### الدعم الفلسطيني للعراق
وعلى الرغم من حظر التجوال والخسائر العراقية الفادحة في الحملة الجوية للتحالف، واصل بعض الفلسطينيين في البداية التعبير عن دعمهم للعراق. نقلت صحيفة واشنطن بوست في 20 يناير عن فتى فلسطيني يبلغ من العمر 15 عامًا قوله: "من الرائع أن الصواريخ أصابت تل أبيب. أخيرًا، يشعر الإسرائيليون بشيء يشبه ما نشعر به مع جيشهم هنا"، بينما نقلت عن الأكاديمية الفلسطينية حنان عشراوي قولها: "لقد زادت الحرب من دعم صدام بشكل هائل. ينظر إليه الناس الآن على أنه مستضعف، أو كشخصية شبه أسطورية من الثقافة والتاريخ العربي: الرجل الذي يقول: "سأموت في القتال، لكنني سأحافظ على كبريائي وكرامتي". وبمن يقارنونه؟ في المقابل، يبدو أن القادة العرب الآخرين خاضعون للغرب، ويحاولون إنقاذ أنفسهم". إلا أن القيادة المحلية لمنظمة التحرير الفلسطينية في فلسطين حاولت النأي بنفسها عن دعم المنظمة لحسين، حيث صرّح رئيس بلدية بيت لحم، إلياس فريج، بأن "الهجوم الصاروخي على إسرائيل تصعيد، وفي كل مرة يتصاعد فيها الوضع، يعاني الفلسطينيون".
وبحلول المراحل الأخيرة من حظر التجول، ومع تراكم آثاره وتوقف حسين عن ربط أي مفاوضات بشأن الحرب بالاحتلال الإسرائيلي لفلسطين، بدأت الشكوك تتزايد بين الفلسطينيين حول نتائج دعم منظمة التحرير الفلسطينية للعراق. نقلت صحيفة واشنطن بوست عن ناشط محلي في منظمة التحرير الفلسطينية قوله في 24 فبراير: "بصراحة، برأيي، خسر الفلسطينيون الكثير. خسرنا كل ما كسبناه تقريبًا خلال ثلاث سنوات. كان ينبغي على منظمة التحرير الفلسطينية أن تكون أكثر حذرًا وأن تلعب اللعبة بشكل أفضل مما لعبته. الآن سندفع ثمن دعمنا لمنظمة التحرير الفلسطينية وللعراق"، بينما نقلت عن تاجر من القدس الشرقية قوله: "يا له من أحمق ياسر عرفات! لطالما وعد القادة العرب بالدفاع عن الفلسطينيين، ودائمًا ما خانونا. لا شك أن عرفات كان بإمكانه توقع ذلك، والابتعاد عن صدام. الآن سيلومنا العالم أجمع على جرائم لسنا مسؤولين عنها".
وبحسب جوديث ميلر من مجلة نيويورك تايمز، فإن "الدعم المفتوح والمتحمس الذي قدمه الفلسطينيون للعراق أدى إلى تحول الرأي العام الإسرائيلي ـ حتى الحمائم ـ ضدهم، وقوض قضيتهم في نظر العالم، وأضاف إلى بؤسهم بشكل لا يقاس".

## ردود الفعل

### في فلسطين
زعم صائب عريقات، محرر صحيفة القدس، أن "إسرائيل تستغل الوضع لفعل ما يحلو لها بالفلسطينيين. ولا يبدو أن أحدًا يكترث. نحن نخضع لحظر التجول حتى ينهار اقتصادنا، وفي الوقت نفسه تُدمر قيادتنا المعتدلة. عندما تنتهي الحرب، لن يبقى هنا شيء ولا أحد لأي عملية سلام." زعم حنا سنيورة، من مركز إسرائيل/فلسطين للأبحاث والمعلومات، أن الحكومة الإسرائيلية "استغلت أزمة الخليج لعزل القدس عن باقي الأراضي." زعم روجر هيكوك، من جامعة بيرزيت، أن حظر التجول يهدف إلى "إخماد المظاهر الاجتماعية اليومية للانتفاضة."
ألغت القيادة الوطنية الموحدة للانتفاضة معظم الإضرابات المخطط لها أثناء حظر التجول للسماح للفلسطينيين بالاستعداد لشراء الإمدادات عندما يرفع الجيش الإسرائيلي حظر التجول مؤقتًا، وتجنبت إلى حد كبير التعليق على حرب الخليج.

### في إسرائيل
وفي 31 يناير/كانون الثاني، نقلت صحيفة نيويورك تايمز عن مسؤول عسكري إسرائيلي قوله: "إنه حظر تجول استثنائي، ولكنه استثنائي أيضاً أن تسقط الصواريخ على تل أبيب".
عبد الوهاب دراوشة، عضو الكنيست الإسرائيلي، وصف حظر التجوال بأنه "إجراء مقزز". في منتصف فبراير، صرحت المتحدثة باسم منظمة بتسيلم غير الحكومية لحقوق الإنسان، دافنا جولان، بأنه "بعد أسبوع أو أسبوعين، لم يعد الأمر منطقيًا. لا يمكن أن يستمر الأمر على هذا النحو".

### دوليا
قدمت المجموعة الاقتصادية الأوروبية 7.9 مليون وحدة نقدية أوروبية، ليتم توزيعها من قبل الأونروا، على الأراضي الفلسطينية كمساعدة للتخفيف من آثار حظر التجول. وأعلنت حكومة هولندا أيضًا عن تقديم مليوني جيلدر هولندي كمساعدات وتوفير 10 آلاف قناع غاز لفلسطين أثناء حظر التجول.
أعرب رئيس لجنة الأمم المتحدة المعنية بممارسة الشعب الفلسطيني لحقوقه غير القابلة للتصرف، السيد أبسا كلود ديالو، عن "استيائه العميق إزاء تصعيد وتوسيع نطاق استخدام العقاب الجماعي من جانب السلطات الإسرائيلية ضد الشعب الفلسطيني"، قائلاً إن حظر التجول "لم يخدم إلا في زيادة الشعور بالضعف لدى الفلسطينيين وخوفهم على وجودهم ذاته".
في تقريرها لعام 1992، ذكرت هيومن رايتس ووتش أن حظر التجول "بدا وكأنه عمل من أعمال العقاب الجماعي"، قائلة إن "شمولية ومدة حظر التجول هذا كشفت عن تجاهل إسرائيل لالتزاماتها بموجب القانون الدولي بالعناية برفاهية السكان تحت الاحتلال، ووزن الخطوات التي تتخذها لتلبية احتياجاتها الأمنية مقابل هذا الالتزام"، مشيرة إلى أن الحكومة الإسرائيلية "لم تبذل، على سبيل المثال، جهودًا كافية وفي الوقت المناسب لرفع حظر التجول لاختبار ضرورته المستمرة، أو للسماح باستثناءات للمناطق التي كانت هادئة نسبيًا خلال الانتفاضة والتي يُفترض أنها شكلت تهديدًا أقل للأمن والنظام العام". صرح بيتر جوبسر من منظمة المعونة الأمريكية للاجئين في الشرق الأدنى أن "الظروف في الضفة الغربية وغزة [بعد حظر التجول] سيئة أو أسوأ مما رأيته في أي وقت مضى، وربما أسوأ حتى من عواقب حرب عام 1967".